# Blekgul kantlav
Blekgul kantlav (Lecanora polytropa) är en lavart som först beskrevs av Jakob Friedrich Ehrhart och Hoffm., och fick sitt nu gällande namn av Gottlob Ludwig Rabenhorst. Blekgul kantlav ingår i släktet Lecanora, och familjen Lecanoraceae. Arten är reproducerande i Sverige.